# Caldas Novas
Caldas Novas je město a obec (Município) ve střední Brazílii ve státě Goiás. Je považováno za jedno z největších hydrotermálních lázeňských měst na světě. Nachází se 170 km jižně od města Goiânia.

## Horké prameny
Horké prameny zde byly objeveny v roce 1777. Ve městě se nachází 86 aktivních pramenů. Teplota vody dosahuje od 34 do 57 °C. V blízkosti města se nachází přírodní jezero s horkou vodou Lagoa Quente de Pirapitinga.